# نوکیا ان۸
نوکیا ان۸ (به انگلیسی: Nokia N8) یک گوشی از سری ان شرکت نوکیا است. این گوشی اولین گوشی نوکیا میباشد که به دوربین ۱۲ مگاپیکسلی مجهز است.این گوشی سنسور دوربینی به بزرگی ۱/۱٫۸۳" به همرا فلش زنون را دارا خواهد بود. ابعاد گوشی ۱۲٫۹×۵۹٫۱×۱۱۳٫۵ میلیمتر با وزن ۱۳۵ گرم است. صفحه نمایش ۳٫۵ اینچ و برای اولین بار در خانواده نوکیا فناوری AMOLED در چنین سایزی به کار گرفته می‌شود و از فناوری لمسی خازنی در آن استفاده شده که به مدد این فناوری علاوه بر حساسیت بسیار زیاد صفحه نمایش، امکان بهره گیری از قابلیت‌های مخصوص این فناوری همچون زوم دو انگشتی (Pinch Zoom) نیز فراهم آمده‌است. وضوح صفحه نمایش همچون دیگر سیمبین‌های نوکیا در این کلاس ۶۴۰×۳۶۰ پیکسل بوده و تعداد رنگ‌های قابل نمایش نیز همچون همیشه ۱۶ میلیون رنگ است.
همچنین این گوشی دارای سنسور نور سنج میباشد و در کنار دوربین سلفی تعبیه شده است که روشنایی صفحه نمایش را در محیط کم‌نور و پرنور کم و زیاد میکند.
این گوشی سایزی تقریباً برابر گوشی آیفون چهار دارد.یک کلید کشویی در سمت راست آن وجود دارد برای قفل صفحه کلید آن همچنین با اتصال به اینترنت می توان از مزایا ی خوب آن بهره مند شد.با استفاده از دوربین 12 میگاپیکسلی آن میتوان با کیفیت (HD(720P 25 Fpsویدئو ضبط کرد و از آن لذت برد همچنین اگر بروزرسانی جدید این گوشی صورت گیرد کیفیت فیلم برداری این گوشی از 25 فریم در ثانیه به 30 فریم می رسد.همچنین نوکیا آپدیت سیمبین آنا را برای نوکیا ان8، نوکیا ای7، نوکیا سی 01-6، نوکیا سی7 نیز فراهم نموده. همچنین سیمبین بل را برای این گوشی را فراهم نموده.